# Réaffectation

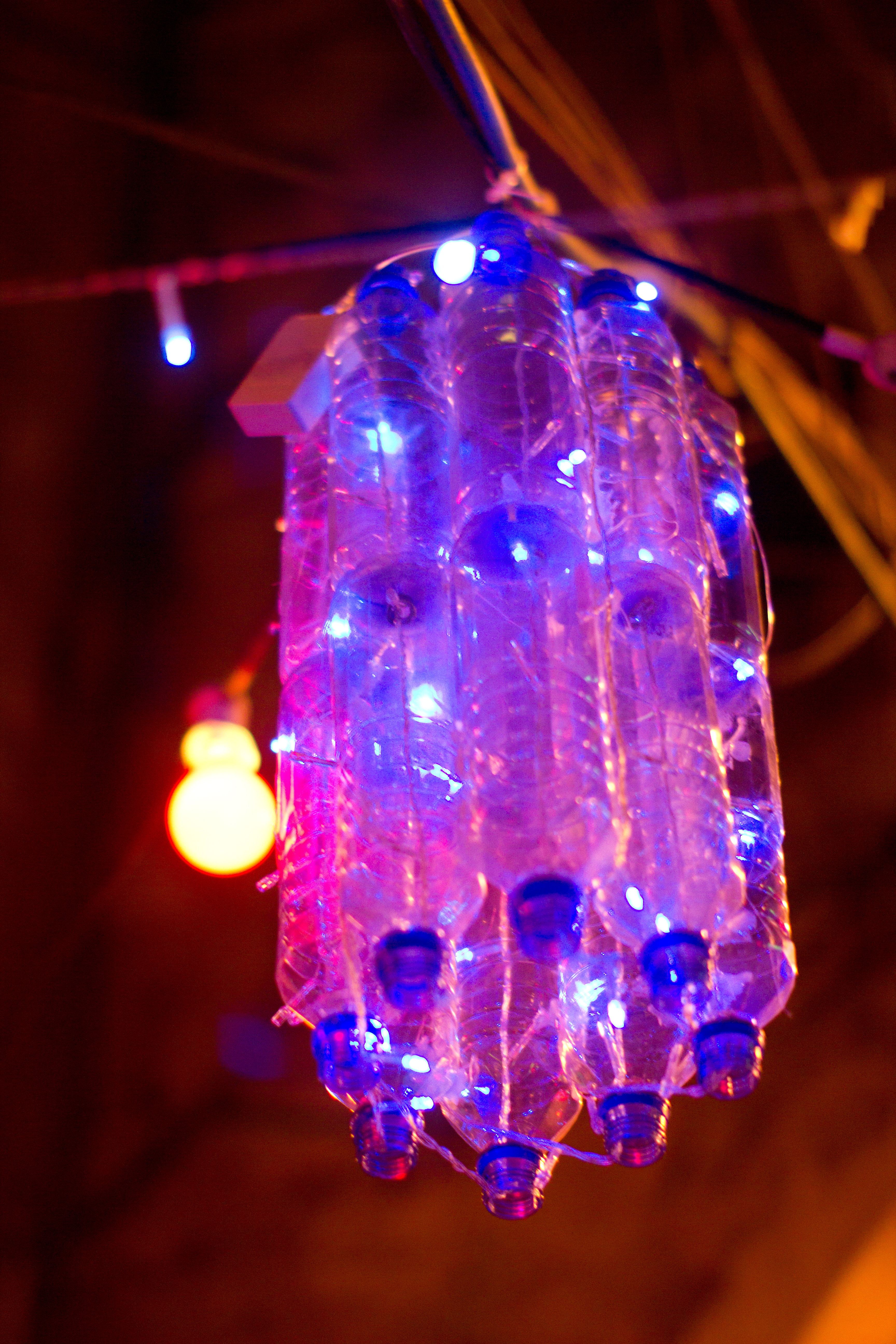
Bouteilles en plastique (à éclairage LED) réutilisées comme lustre pendant le Ramadan dans le quartier musulman de Jérusalem

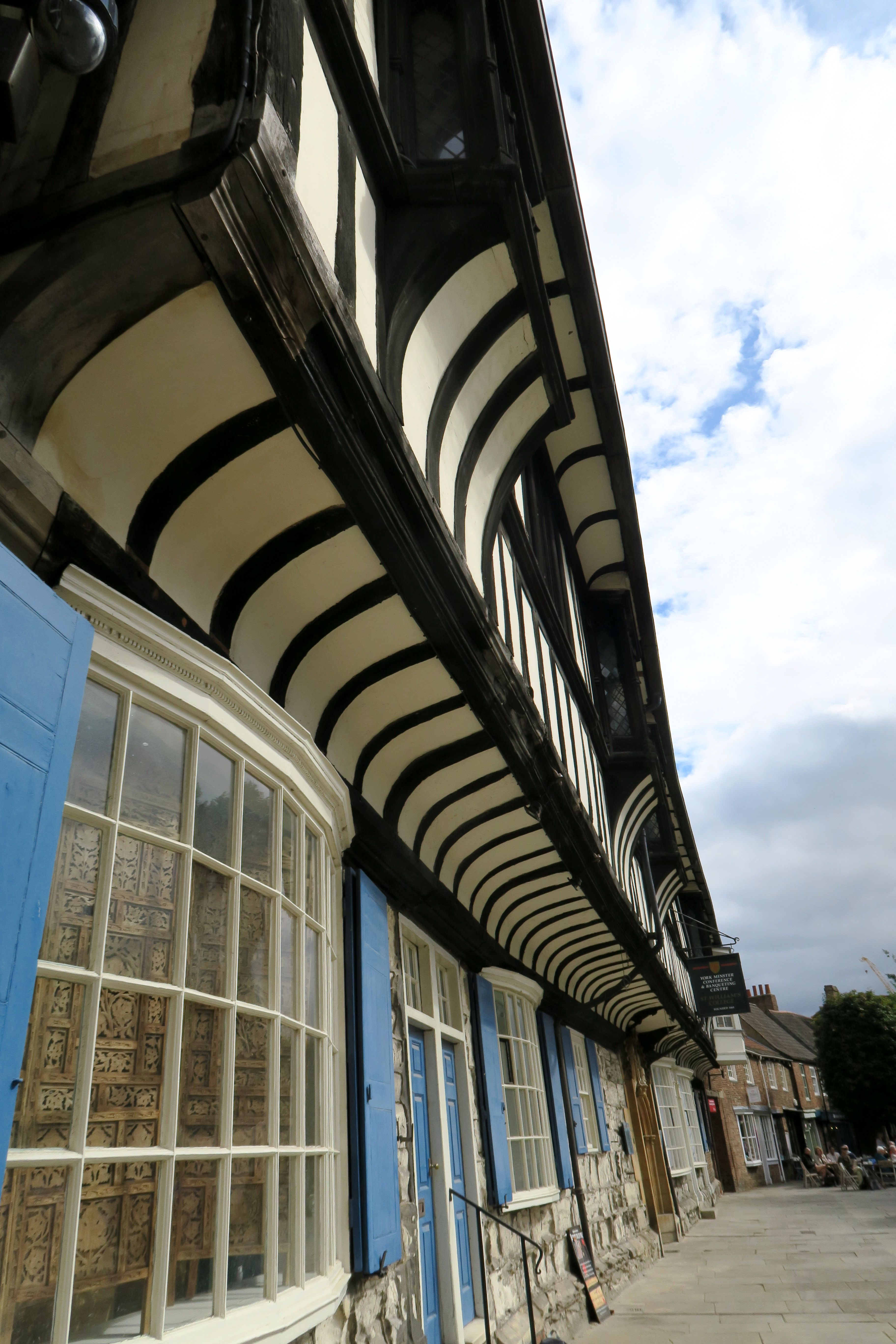
Façade de St William's College, (York, Angleterre). Les saillies en bois incurvées sont probablement des cadres de navire réutilisés

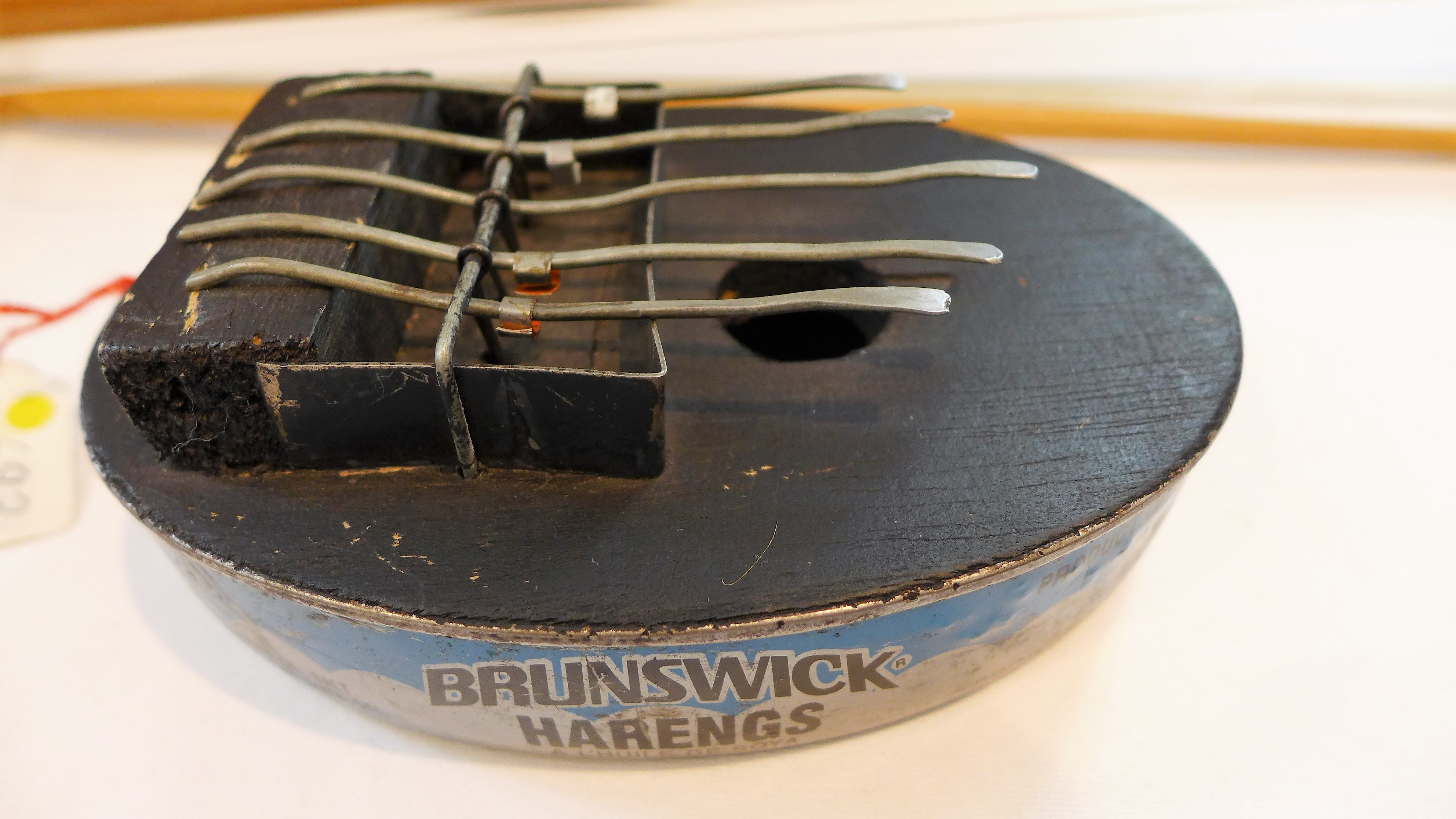
Instrument de musique africain fabriqué à partir d'une boîte de conserve

La réaffectation (anglais repurposing) est le processus par lequel un objet, ou un produit, ayant une valeur d'usage est transformé, redéployé ou réutilisé comme objet ou produit ayant une valeur d'usage différente.

## Description
La réaffectation est aussi ancienne que la civilisation humaine. De nombreux chercheurs contemporains étudient de quelle façon les différentes sociétés se sont réapproprié, de manière nouvelle et créative, les artefacts de cultures plus anciennes. Plus récemment, la réaffectation a été célébrée par les amateurs du XXIe siècle et les organisations d'art et d'artisanat, comme l'illustrent le site web "Instructables" et d'autres culture maker, comme moyen de répondre de manière créative aux crises écologiques et économiques du XXIe siècle. 
Des études récentes ont tenté de relier ces activités au libertarianisme américain de gauche et de droite,.
La réaffectation est l'utilisation d'un outil dont la fonction est redirigée vers un autre outil, généralement dans un but non prévu par le fabricant de l’outil originel. Souvent la réaffectation est effectuée à l'aide d'éléments considérés comme indésirables, inutiles ou obsolètes. Un bon exemple sont les maisons dites « Géonef » (de l'anglais Earthship), réputées respectueuses de environnement, qui utilisent des pneus comme murs isolants et des bouteilles comme murs de verre. 
Mais, la réutilisation ne se limite à répéter le nouvel usage pour la même destination. Parmi les exemples de réaffectation on peut citer l'utilisation de pneus comme défenses de bateau ; de tambours en acier ou en plastique comme mangeoire pour animaux ou comme bacs de compostage. Les cendres volantes émanant des cheminées des incinérateurs et des centrales électriques sont largement utilisées comme additif au béton, leur offrant une résistance accrue. Ce type de réaffectation peut parfois utiliser des objets qui ne sont plus utilisables à leurs fins d'origine, par exemple les vêtements usagés peuvent être réutilisés comme chiffons.
Toutes les réaffectations ne sont pas nécessairement respectueuses de l'environnement. Par exemple la réutilisation de camions anciens pour les entreprises démarrant leur activité, pour lesquels la faible économie de carburant peut annuler les avantages économiques et écologiques à long terme, lesdits véhicules étant plus coûteux en énergie et peu écologique vu la fumée produite ; ou encore la réutilisation de véhicules classiques pour les convertir en voitures électriques peut être une alternative écologique recommandée, bien que le coût initial desdits véhicules soit négligeable.

## Exemples

### Art
L'appropriation (art) est la pratique de la réaffectation d'objets ou d'images préexistants avec un minimum de transformation voire aucune. Le recours à l'appropriation a joué un rôle important dans l'histoire des arts et des spectacles (audiovisuel, littéraire, musical, etc.). Les créateurs d'arts audiovisuels ont inventé des moyens appropriés pour adopter, emprunter, recycler ou échantillonner correctement des aspects (ou la forme entière) de la culture audiovisuelle. À cet égard, les "ready-made" de Marcel Duchamp et l'échantillonnage de la musique Hip-Hop sont à souligner.

### Automobiles
Aux États-Unis, les camionnettes extra-larges des constructeurs automobiles dits "Big Three" (General Motors, Ford et Chrysler), utilisées pour le service de navette des aéroports américains ont été réaffectées comme fourgons d'église principalement en raison de leur dépréciation, pour offrir des coûts abordables à certaines communautés ecclésiastiques.

### Électronique
- Des clés USB dites Dead Drop peuvent être scellées sur des murs pour réutiliser d'anciennes clés USB aux capacités obsolètes (maximum un gigaoctet) pour servir de transfert anonyme de fichiers[6].
- Des cartouche de mémoire flash et d'autres cartouches de jeux vidéo flash ont offert des opportunités de télécharger les images ROM de cartouches de jeux vidéo sur des cartes SD tout en offrant des opportunités de réutiliser de vraies consoles de jeux vidéo vintage pour un gameplay rétro[7].
- Les anciens smartphones Android, qui ont tendance à avoir peu de ressources informatiques mais qui sont encore inutilisées et contiennent probablement un accéléromètre 3-axes dont les performances sont suffisantes, peuvent être utilisés comme nœud de sismographe amateur pour construire une sismographie distribuée, par exemple, Quake-Catcher Network.
- Les réflecteurs paraboliques excédentaires faisant partie des produits informatique standard (COTS) destinés à être utilisés pour la réception de la télévision par satellite en bande C, peuvent être réutilisés pour une large gamme d'applications pour lesquelles un réflecteur de faible gain de qualité grand public est adéquat : par exemple, projet SETI amateur, (principalement Projet Argus), liaisons Wi-Fi et balises radio-amateurs.

### En tant que tactique pour fabriquer des biens
Le constructeur de véhicules de marque Jeep à conduite à droite, tels que le Jeep Wrangler, initialement destinés à être importés dans les pays à conduite à droite, a conçu des versions spéciales pour le transport du courrier postal aux États-Unis et au Canada, opération dans laquelle la réaffectation put consolider les frais généraux de ré-outillage pour fabriquer ces véhicules spécialisés.

### Fabrication de produits recyclés
- Les emballages recyclables peuvent être réutilisés pour une grande variété d'autres usages.
- Le recyclage peut également impliquer la réutilisation de matériaux, tels que des produits utilisant du papier recyclé[9].

### Médicaments
- Le repositionnement des médicaments (également connu sous le nom de « réutilisation des médicaments » ou « changement thérapeutique ») est l'utilisation, pour traiter de nouvelles maladies, de médicaments, de composés ou de molécules connus[10]. Les exemples incluent le Viagra de Pfizer pour corriger la dysfonction érectile et la thalidomide de Celgene anti-nauséeux repositionnés pour le traitement du cancer[11],[12].
- Utilisation hors étiquette (en) : il s'agit de l'utilisation de médicaments pharmaceutiques pour une indication, un groupe d'âge, une posologie ou une voie d'administration non approuvés.

### Biens immobiliers
Les biens immobiliers y compris les terrains et les bâtiments, sont régulièrement réutilisés à d'autres fins, à court et à long terme, en raison de leur coût fixe élevé. Un exemple est la reconversion d'anciennes usines et friches industrielles.

### Déchets et articles ménagers
- La ferraille a d'innombrables applications propices à la réaffectation ;
- Les meubles ont d'innombrables applications pour la réaffectation[13] ;
- Les ustensiles de cuisine ont de nombreuses possibilités de réaffectation[14] ;
- Bouteilles destinées à la boisson : 
  - les bouteilles d'eau peuvent être réutilisées pour la désinfection solaire de l'eau,
  - Wat Pa Maha Chedi Kaew (en) est un temple bouddhiste de Thaïlande fabriqué à partir d'un million de bouteilles de bière jetées.

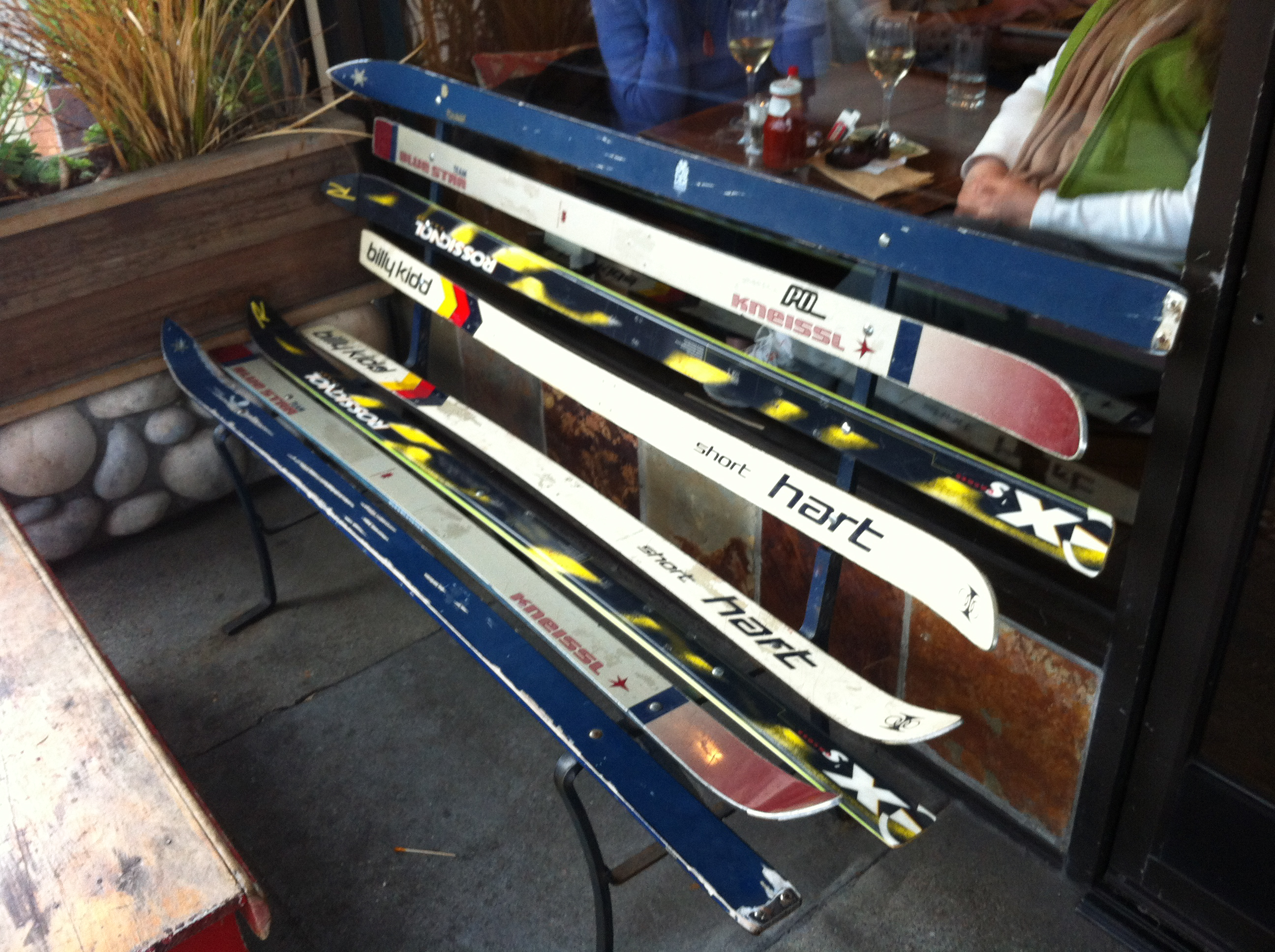
Skis reconvertis en banc
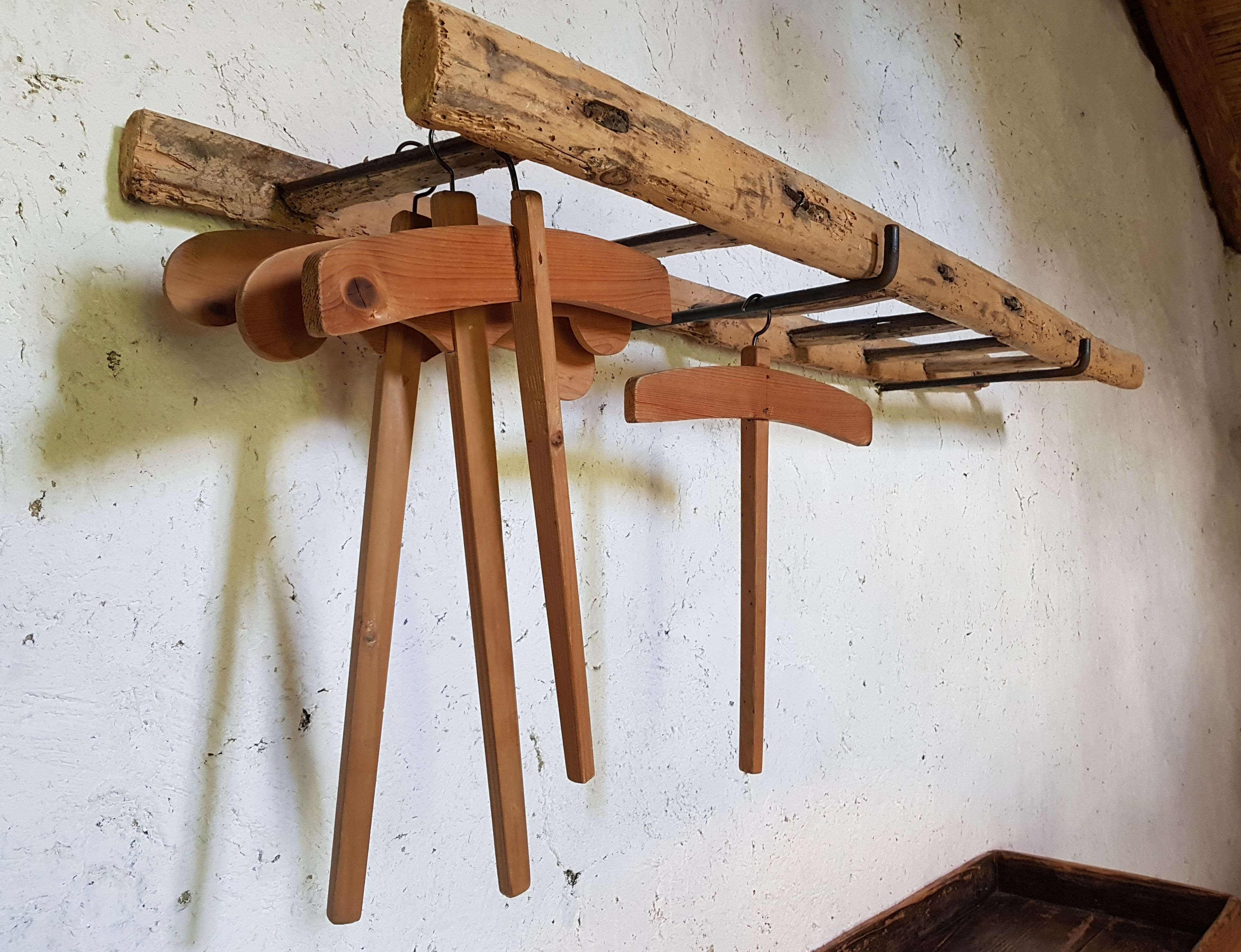
Échelle reconvertie en porte-manteau en Sardaigne
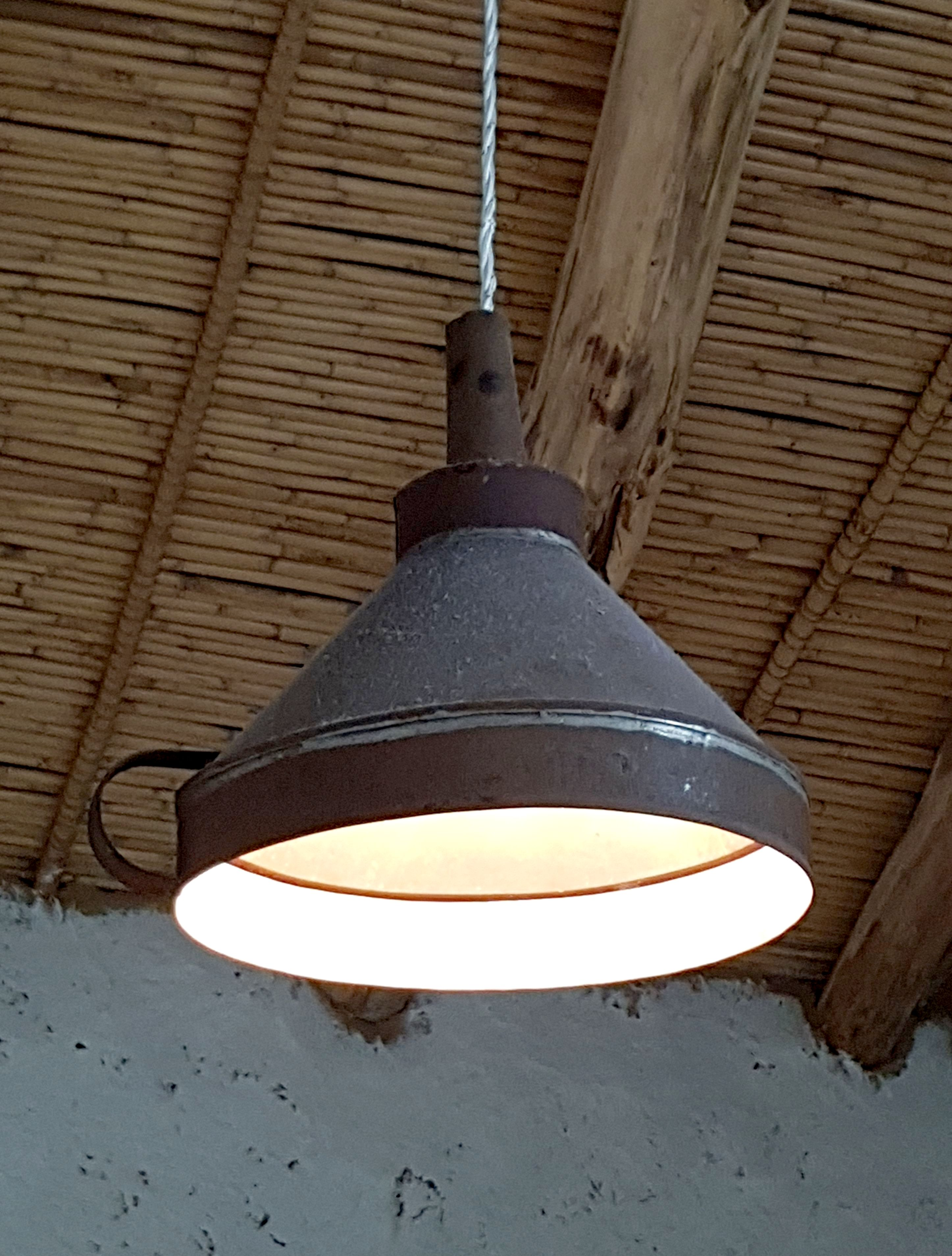
Entonnoir reconverti abat-jour en Sardaigne]
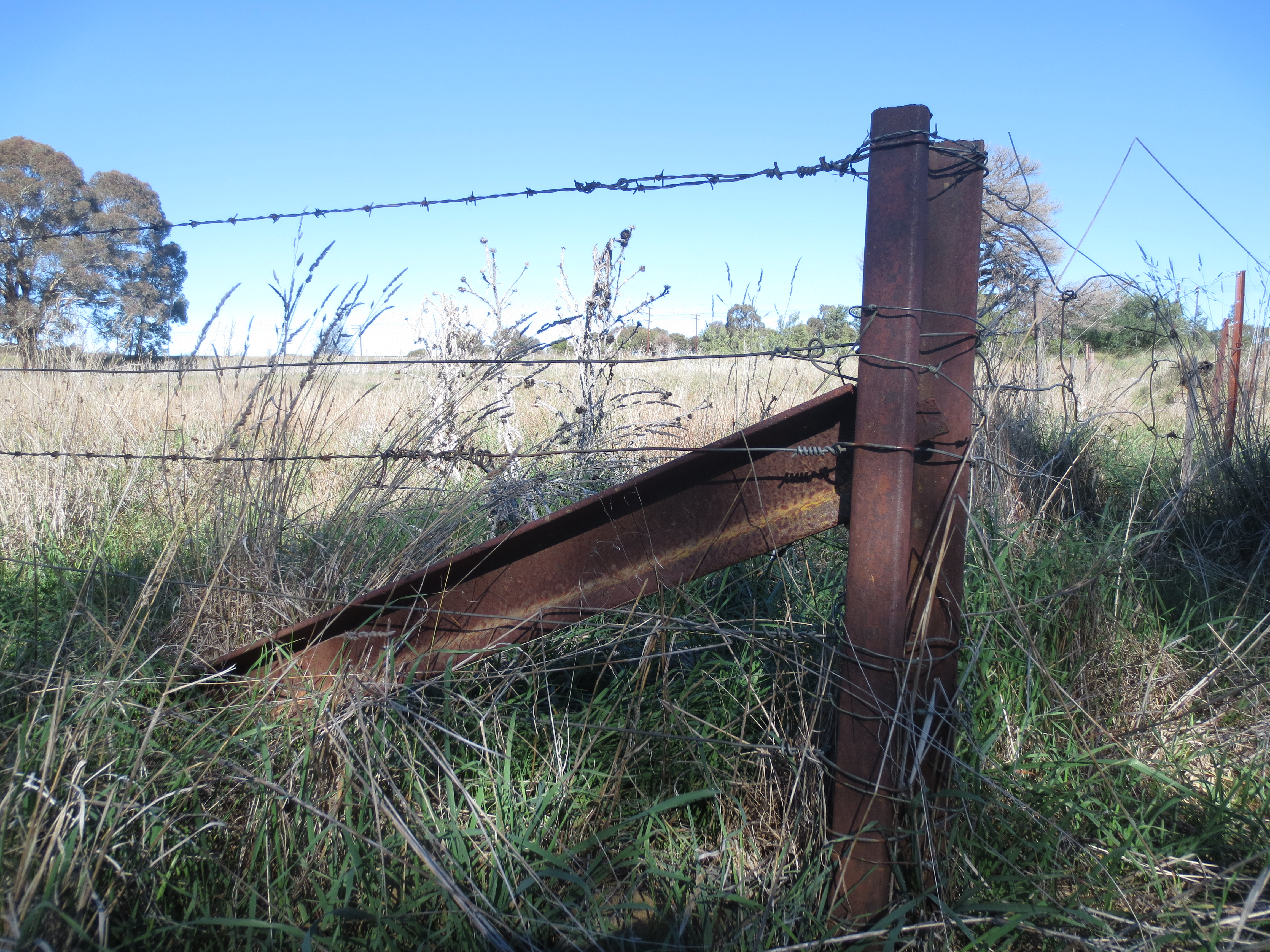
Rails de chemin de fer reconvertis en poteaux d'angle de clôture de ferme
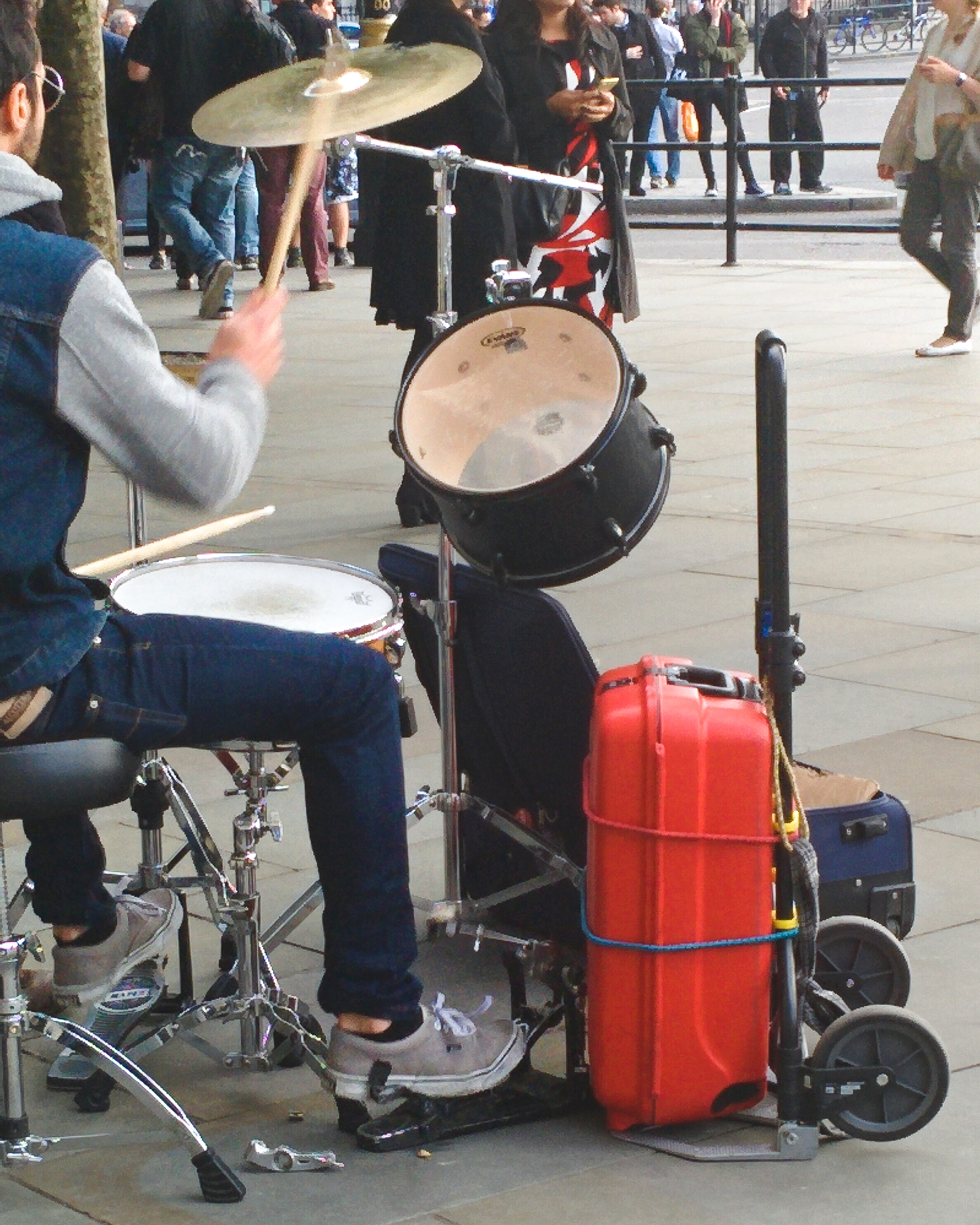
Batterie basse improvisée à Trafalgar Square, Londres
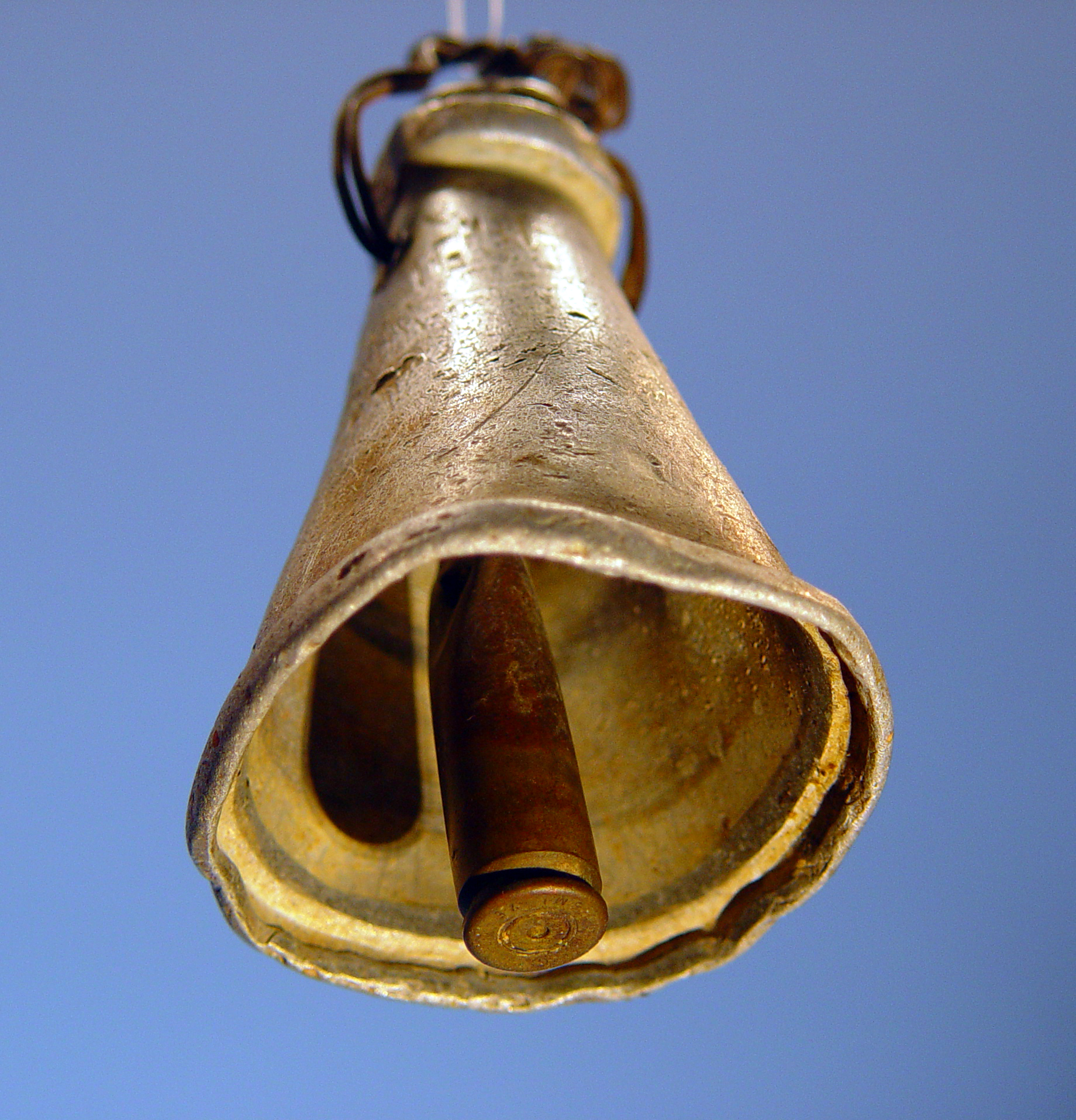
Cloche à moutons ou chèvres bricolée. Trouvée en 1988 dans un champ près de Tuqu' (Cisjordanie), le corps est en aluminium, probablement d'un ustensile de cuisine cassé, tandis que le battant est un étui à cartouche de Fusil OTAN 7,62 × 51 mm. Contraste saisissant entre le paisible objet pastoral et le détail guerrier